# 川村寿庵
川村 寿庵（かわむら じゅあん、? - 文化12年4月28日（1815年6月5日））は、江戸時代後期の医師。松浦静山の著書『甲子夜話』で紹介された奇行で有名な人物である。

## 来歴
南部藩出身。医学の修行のため江戸に登り、安永4年（1775年）に江戸の町医者・川村快庵の跡目を相続する。その後は町医者として医業に精だし、弟子も取る一方で、安藤昌益や林述斎らとも交流したと言われる。
しかし、史実の寿庵の生涯については現在も不明な点が多い。

## 奇行
往診は自宅から数里四方内と限り、かつ調剤は巳の刻を限りとし、時刻を過ぎれば好きな笛を持って同好の士を訪ねて合奏を楽しみ、帰宅を忘れるのが常であった。清水公（徳川重好と見られる）が重病になり、寿庵を知る家臣が寿庵を推挙し、使者を遣って招いたが、往診に距離に限りがあるとみたび招かれても応じなかった。推挙した家臣は困惑し、自ら寿庵を訪ねてようやく往診を承諾させた。しかも往診の際には垢衣をまとって薬籠を肩にした老貧医姿で、周囲を愕然とさせたという。